# Kołnierz (technika)

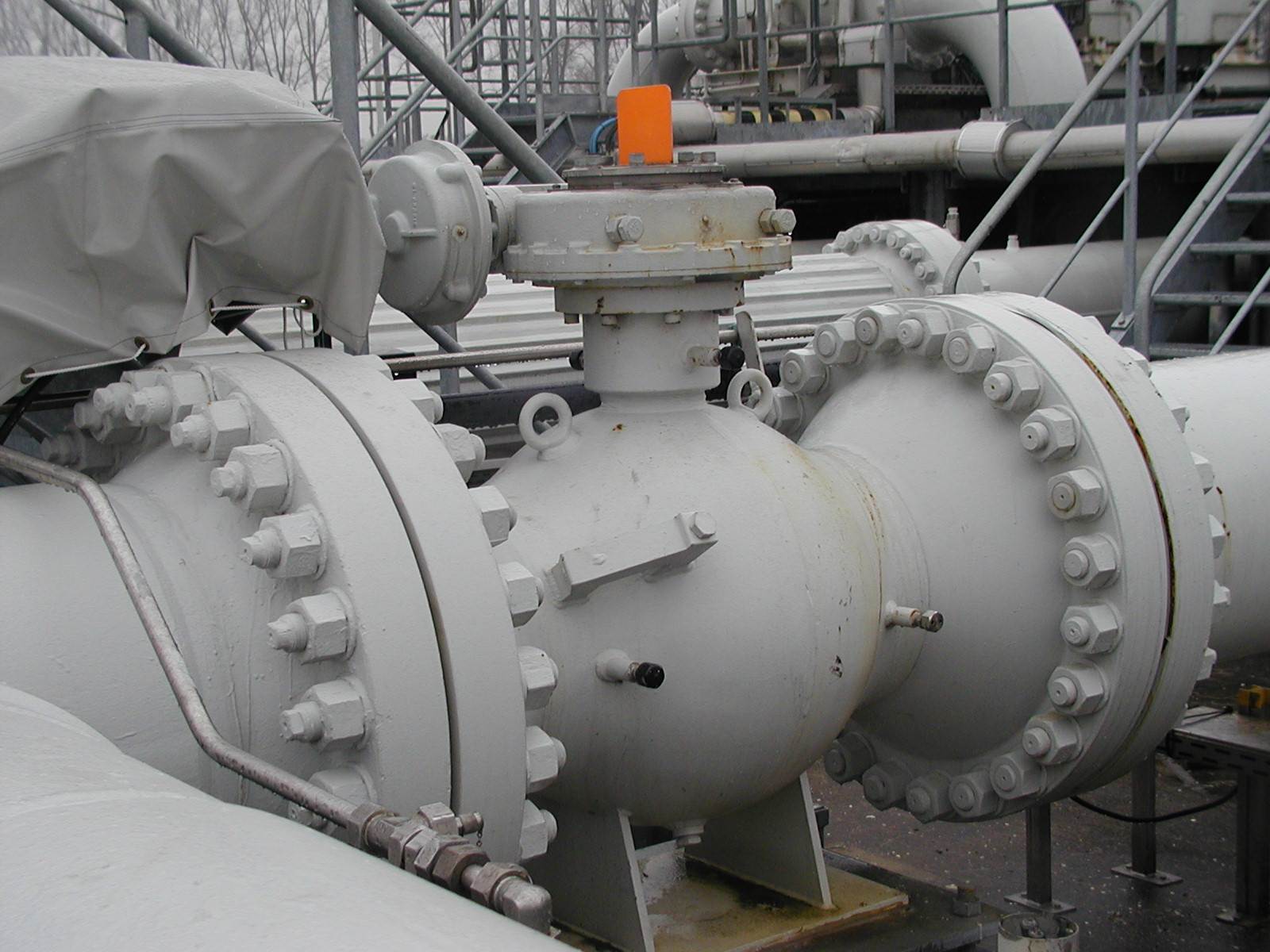
Kołnierze łączące elementy rurociągu z zaworem.

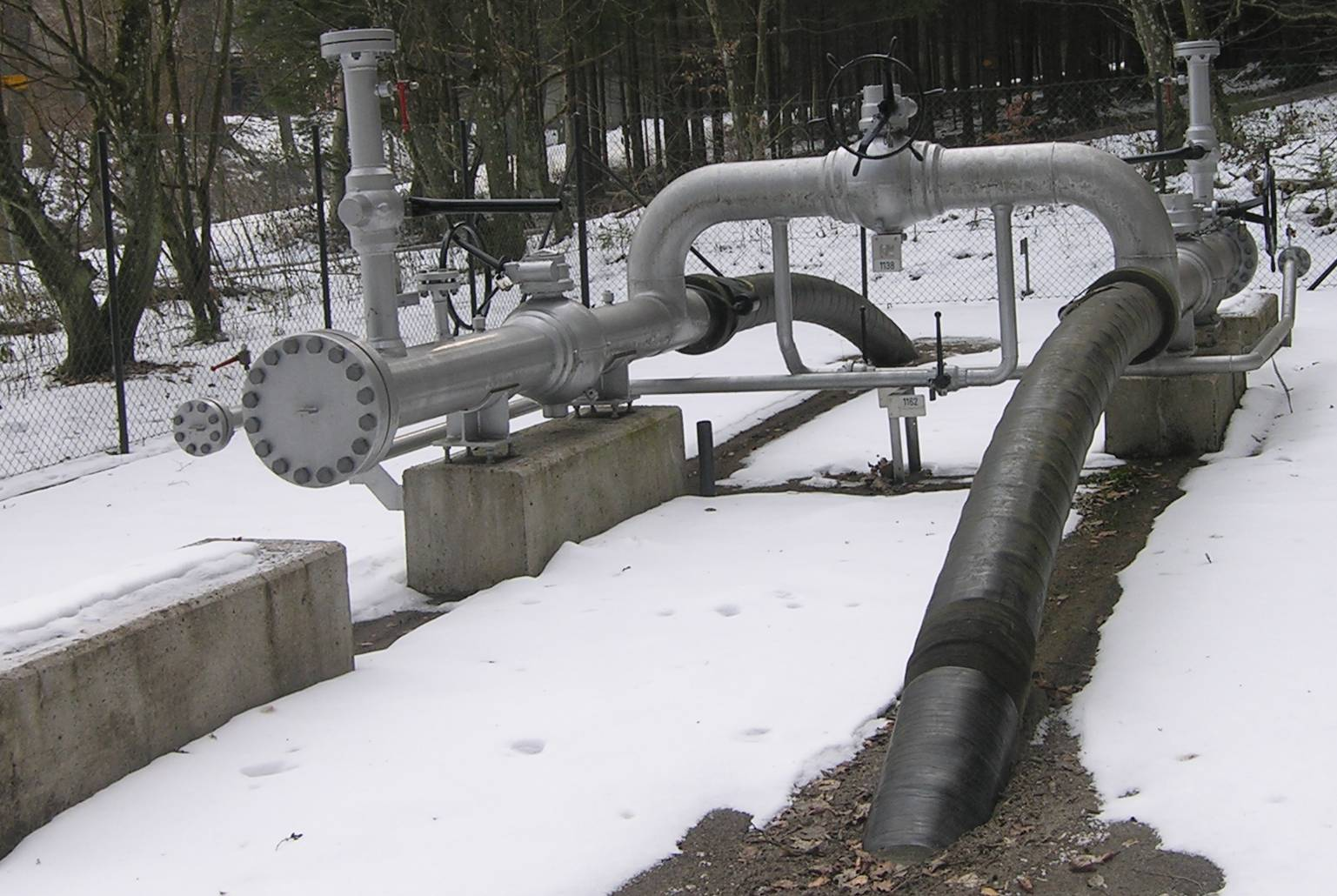
Zamknięcia rurociągu ze złączami kołnierzowymi stałymi połączone śrubami z kołnierzami zaślepiającymi. Na zdjęciu widać również zawory.

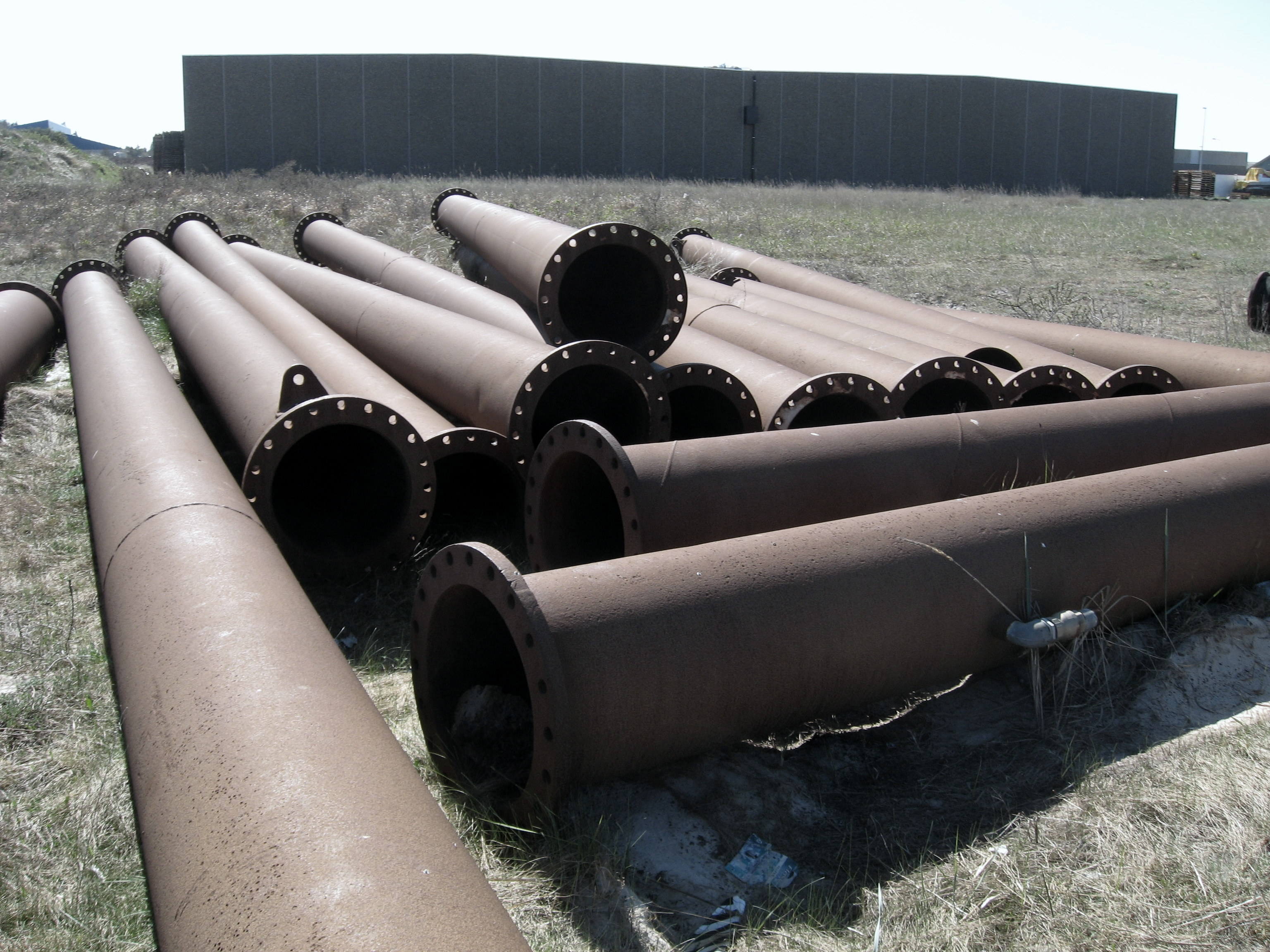
Rury zakończone kołnierzami.

Kołnierz – występ otaczający obwód np. rurociągu lub innych części instalacji, np. przemysłowej aparatury chemicznej, instalacji wodociągowych, gazowych, kanalizacyjnych, który umożliwia połączenie dwóch elementów (kołnierz złączny) lub oparcie jednego na drugim (kołnierz oporowy). Spotyka się także nazwy: kryza, flansza, flausza, flanga.
Wyróżnia się:
- stałe kołnierze rur
- kołnierze luźne, stosowane w połączeniach rur niewyposażonych w kołnierze stałe

Kołnierz ślepy to element zakończenia rury, umożliwiający jej zamykanie (zaślepianie). Poprawność wykonania połączenia kołnierzowego określa norma PN-EN 1591-4:2014-02.

Kołnierzem nazywa się również:
- część beczki walca w walcarkach, oddzielającą sąsiednie bruzdy i tworzącą boczne ścianki wykrojów[4]
- rąbek spoiny
- w żeglarstwie – brezentową osłonę miejsca mocowania masztu („kołnierz wodny”, zapobiegający przeciekaniu wody)
- w ceramice sanitarnej – część miski ustępowej na obwodzie (występują także miski bezkołnierzowe)